# 東相内駅
東相内駅（ひがしあいのないえき）は、北海道北見市東相内町にある北海道旅客鉄道（JR北海道）石北本線の駅である。電報略号はヒノ。事務管理コードは▲122527。駅番号はA58。

## 歴史

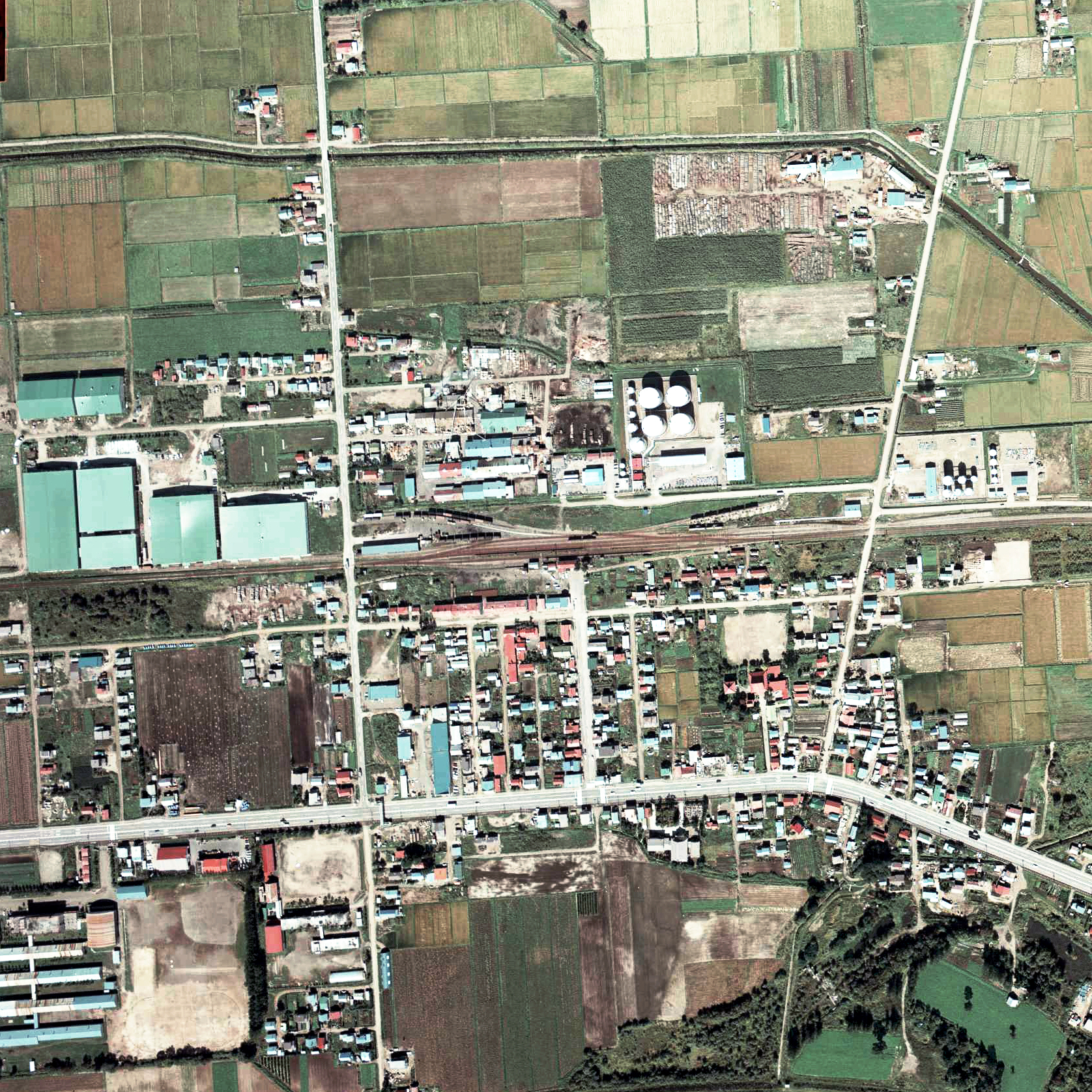
1977年の東相ノ内駅と周囲約1km範囲。右が網走方面。

- 1912年（大正元年）11月18日：鉄道院湧別軽便線の野付牛駅（現在の北見駅） - 留辺蘂駅間開業にともない相ノ内駅（初代）として開業[3][4]。一般駅[1]。
- 1914年（大正3年）10月5日：野付牛駅 - 留辺蘂駅間を留辺蘂軽便線と改称[5]。
- 1916年（大正5年）11月7日：野付牛駅 - 遠軽駅 - 下湧別駅間を湧別軽便線と改称[5]。
- 1922年（大正11年）
  - 9月2日：軽便鉄道法廃止により湧別線に改称[5]。
  - 10月1日：遠軽駅 - 野付牛駅間を区間分離し、石北線に編入。
- 1934年（昭和9年）2月5日：東相ノ内駅に改称[6][3]。同時に上相ノ内駅が相ノ内駅（2代）に改称[6][3]。
- 1949年（昭和24年）6月1日：公共企業体である日本国有鉄道に移管。
- 1961年（昭和36年）4月1日：新旭川駅 - 網走駅間を石北本線に改称[5]。
- 1971年（昭和46年）10月1日：農産品ターミナル（倉庫及び側線）設置[7][注 1]
- 1984年（昭和59年）
  - 2月1日：荷物取扱廃止[1]。貨物取扱の営業範囲を改正し、専用線発送車扱貨物のみとする[1]。
  - 11月10日：駅員無配置駅となり[8]、簡易委託化。[要出典]
- 1985年（昭和60年）3月14日：貨物（専用線発送車扱貨物）取扱廃止[1]、旅客駅となる[1]。
- 1987年（昭和62年）4月1日：国鉄分割民営化により北海道旅客鉄道（JR北海道）に継承[1]。
- 1992年（平成4年）4月1日：簡易委託廃止、完全無人化。
- 1997年（平成9年）4月1日：東相内駅に改称[9]。

### 駅名の由来
当初は当駅が「相ノ内駅」を名乗ったが、西隣の上相ノ内駅を相ノ内駅（新）に改称すると同時に、「東」を冠することとなった。その後相ノ内駅（新）とともに「ノ」が取れ現在に至っている。

## 駅構造
単式ホーム2面2線の地上駅。ホーム間の線路は両方と接するが、駅舎と反対側のホームでは乗降を取り扱わない。ホーム間は構内踏切で連絡している。北見駅管理の無人駅。

### のりば
| 番線 | 路線      | 方向 | 行先             | 備考            |
| ---- | --------- | ---- | ---------------- | --------------- |
| 1    | ■石北本線 | 上り | 留辺蘂・遠軽方面 |                 |
| 2    | ■石北本線 | 下り | 北見・網走方面   | 当駅始発は1番線 |

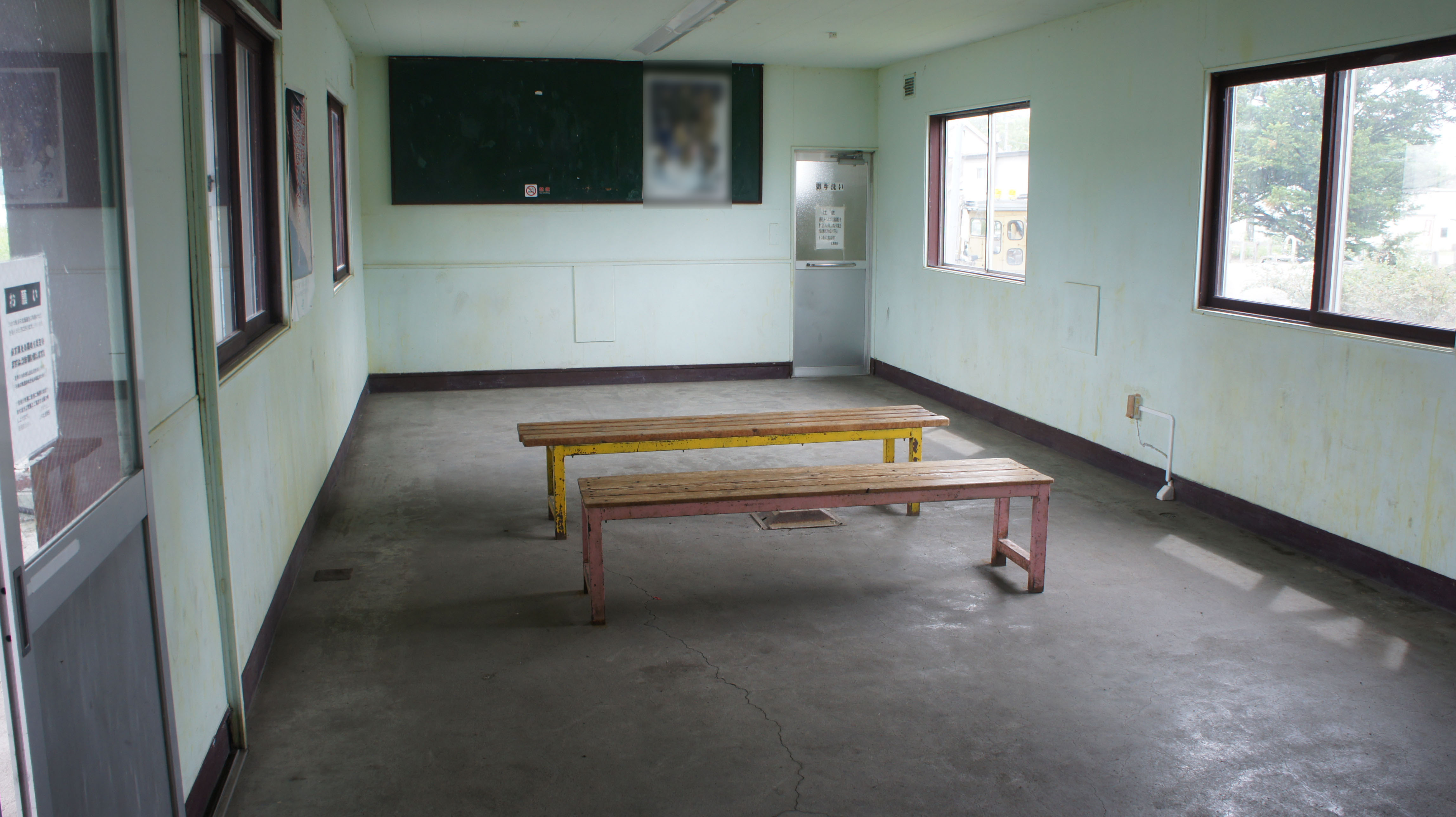
待合室（2018年7月）
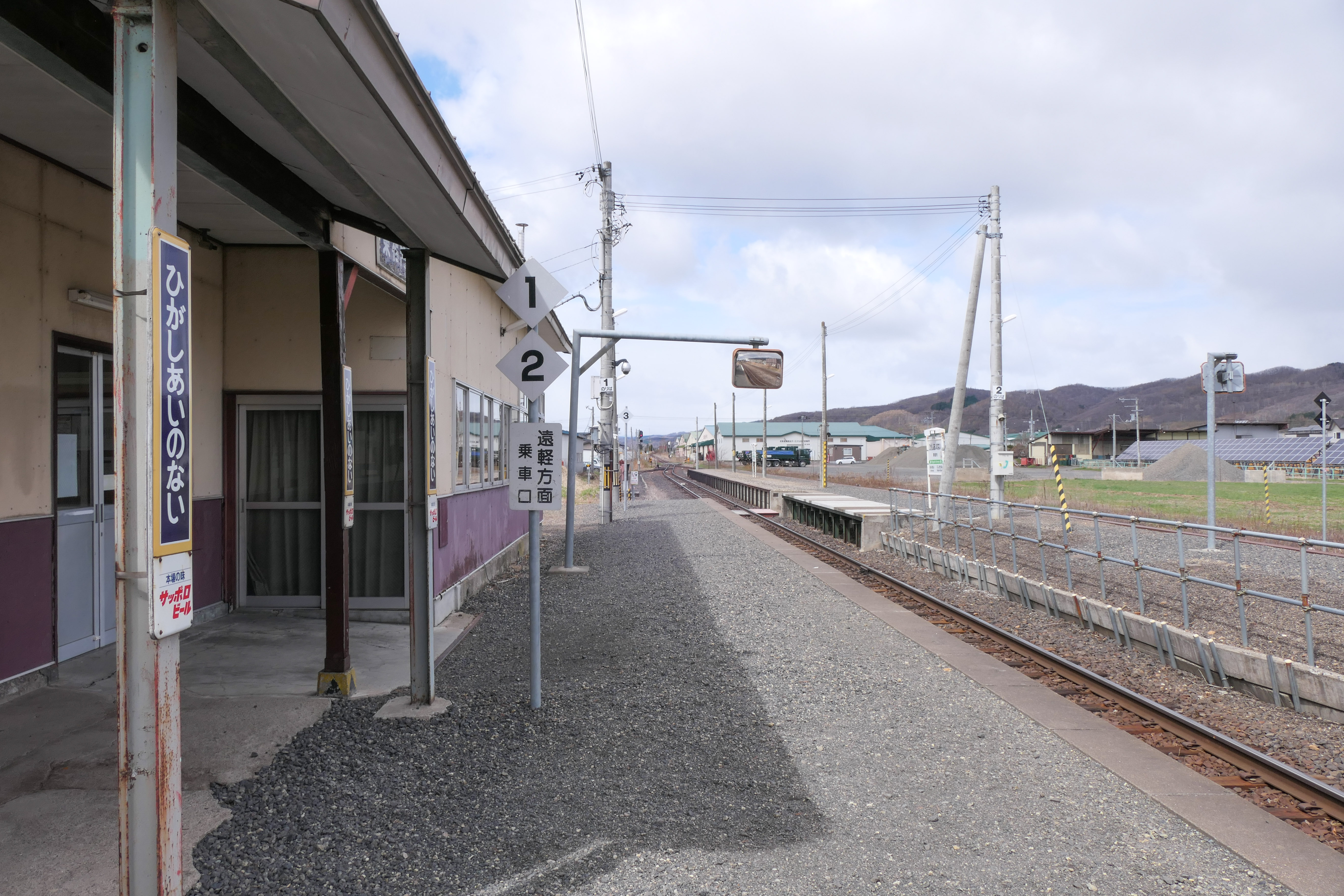
ホーム（2021年5月）
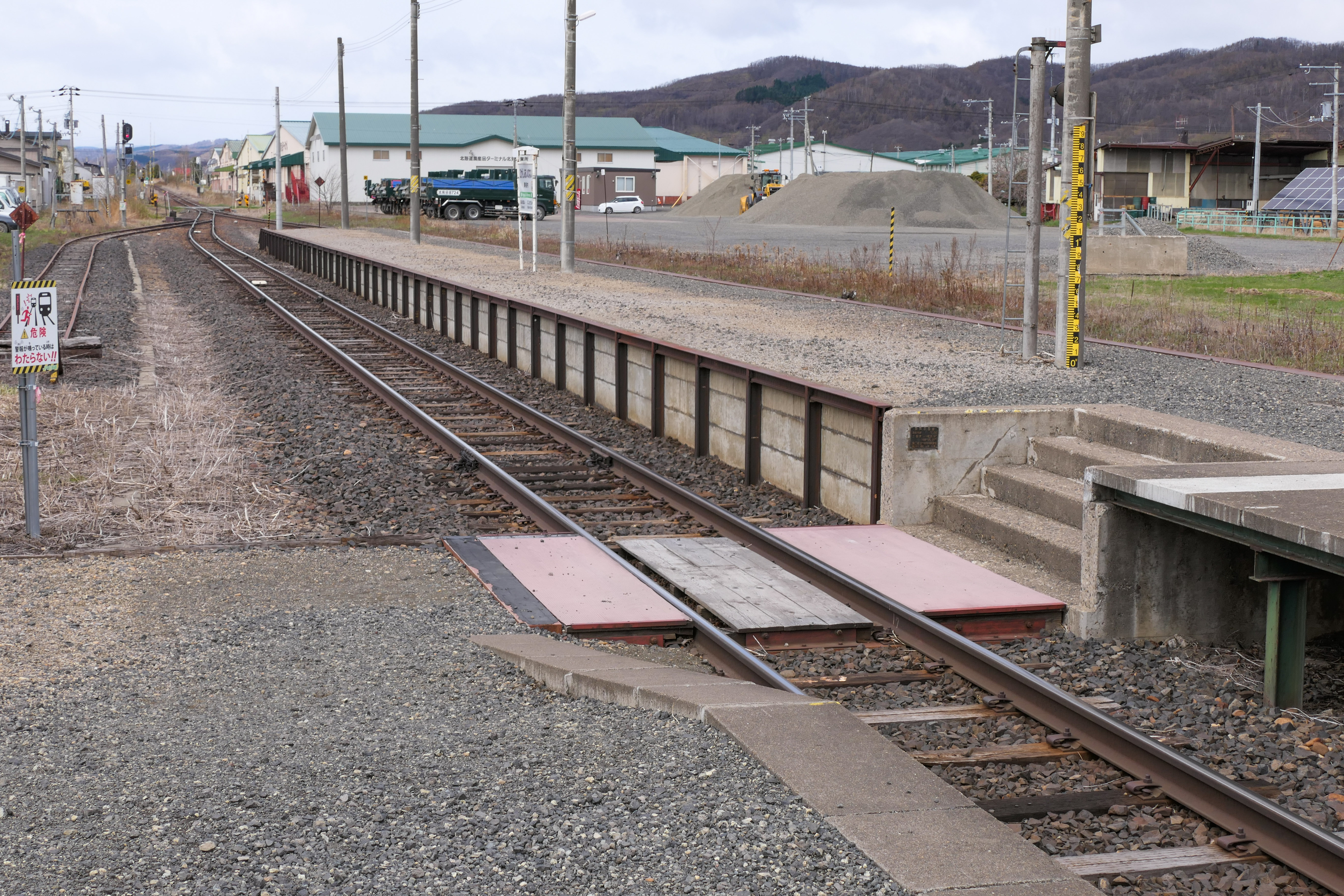
構内踏切（2021年5月）
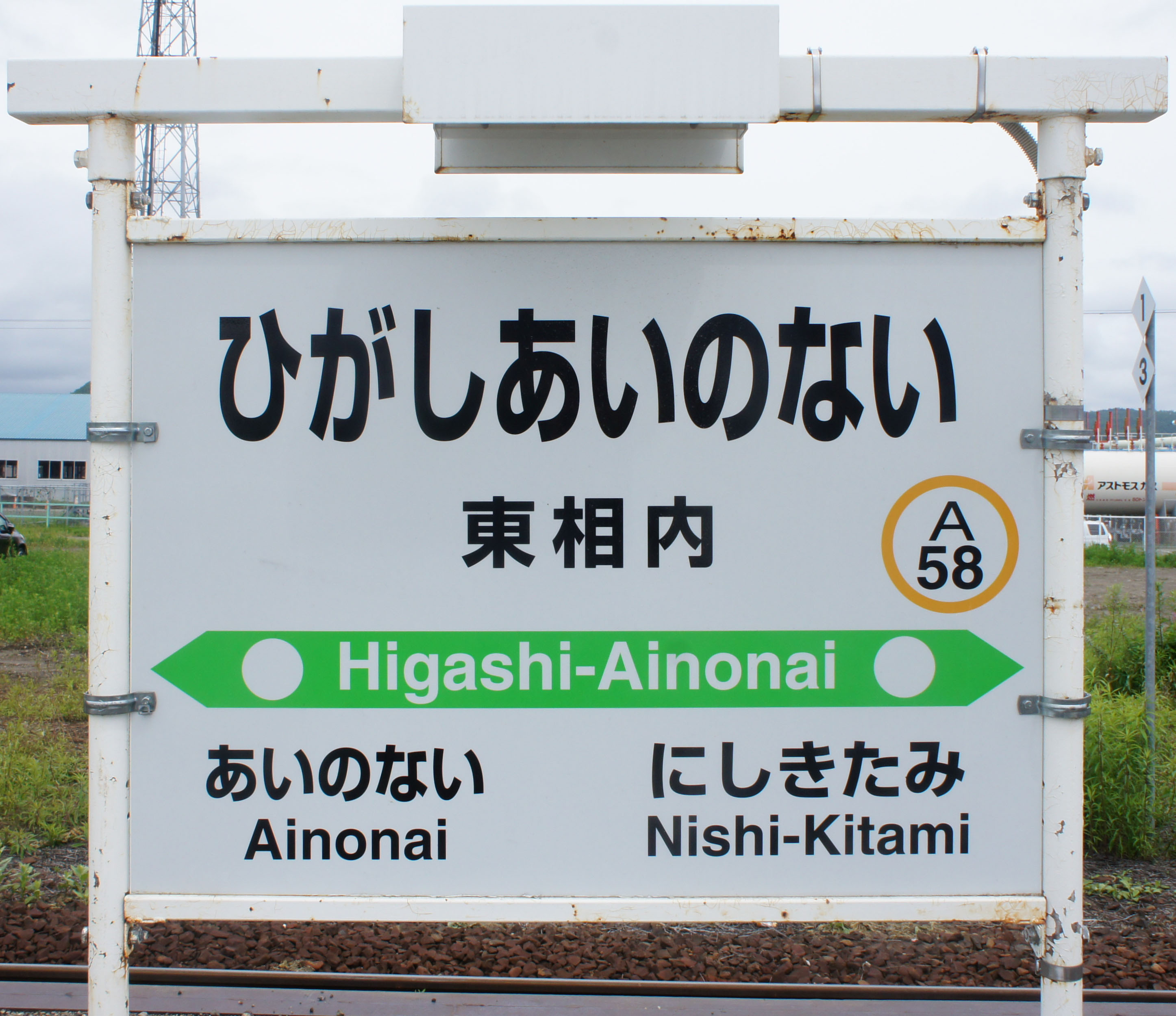
駅名標（2018年7月）

## 利用状況
乗車人員の推移は以下のとおり。年間の値のみ判明している年については、当該年度の日数で除した値を括弧書きで1日平均欄に示す。乗降人員のみが判明している場合は、1/2した値を括弧書きで記した。
また、「JR調査」については、当該の年度を最終年とする過去5年間の各調査日における平均である。
| 年度               | 乗車人員 | 乗車人員 | 乗車人員 | 出典       | 備考 |
| 年度               | 年間     | 1日平均  | JR調査   | 出典       | 備考 |
| ------------------ | -------- | -------- | -------- | ---------- | ---- |
| 1978年（昭和53年） |          | 424      |          | [ 12 ]     |      |
| 2016年（平成28年） |          |          | 162.4    | [ JR北 1 ] |      |
| 2017年（平成29年） |          |          | 158.4    | [ JR北 2 ] |      |
| 2018年（平成30年） |          |          | 142.6    | [ JR北 3 ] |      |
| 2019年（令和元年） |          |          | 128.8    | [ JR北 4 ] |      |
| 2020年（令和02年） |          |          | 108.8    | [ JR北 5 ] |      |
| 2021年（令和03年） |          |          | 88.2     | [ JR北 6 ] |      |
| 2022年（令和04年） |          |          | 74.4     | [ JR北 7 ] |      |
| 2023年（令和05年） |          |          | 67.8     | [ JR北 8 ] |      |

## 駅周辺
- 北海道道555号東相内停車場線
- 国道39号
- 北見市役所東相内出張所
- 北見警察署東相内駐在所
- 東相ノ内郵便局
- 北海道北見工業高等学校
- 北海道北見バス・道北バス・阿寒バス「東相内」停留所[13]

## 隣の駅
北海道旅客鉄道（JR北海道）
■石北本線

■普通
相内駅 (A57) - 東相内駅 (A58) - 西北見駅 (A59)